# Барановка (Черноярский район)
Бара́новка — село в Черноярском районе Астраханской области, входит в состав Черноярского сельсовета.

## География
Село расположено в северной части Астраханской области, в дельте реки Волги и находится и на правом берегу ерика Подовский, 6 км от села Чёрный Яр. Рядом с селом находится православное кладбище.

## Население
| 2002 | 2010 | 2014 | 2015 |
| ---- | ---- | ---- | ---- |
| 60   | ↘28  | ↘25  | →25  |

В Барановке менее 10-ти домов.

## Экономика
Основным занятием населения является сельское хозяйство, скотоводство и рыбная ловля. Занимаются откормом коров, овец, коз. Выращивают в основном бахчевые, помидоры, перец и баклажаны.

## Транспорт
Дорога на автотрассу федерального значения «Каспий» (часть европейского маршрута E40